# Pointe Mahaut
Pour les articles homonymes, voir Mahaut (homonymie).
La pointe Mahaut est un cap de Guadeloupe sur la commune de Pointe-Noire. 

## Géographie
Il se situe au sud de l'Anse Caraïbe qu'il forme avec la pointe Botrel. Avec la pointe Fillon, il forme aussi l'anse Mahaut.
Faisant partie de la réserve Cousteau, la pointe Mahaut est connue comme site de plongée. 
La rivière Mahaut se jette près de la pointe Mahaut.

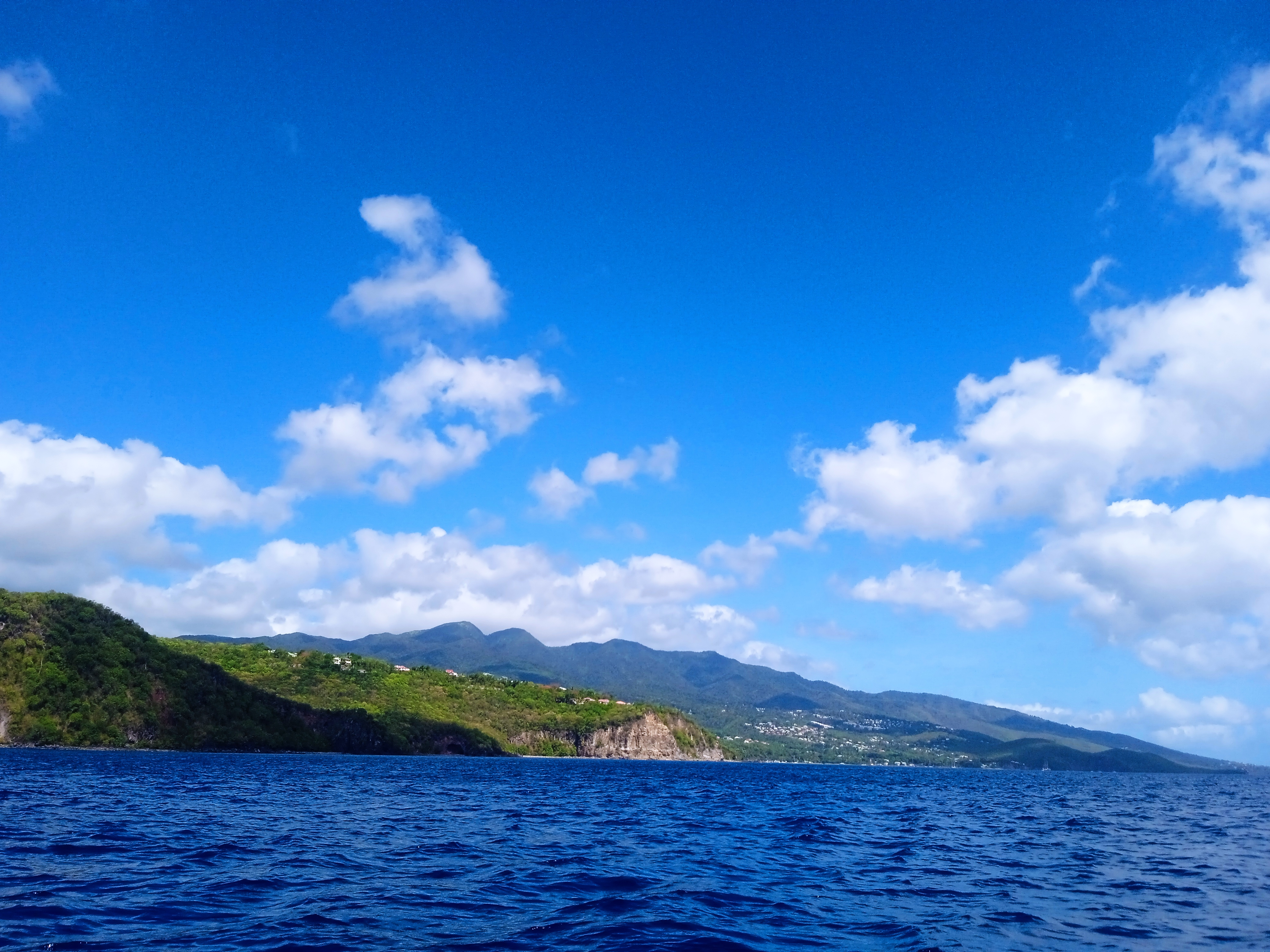
Anse Mahaut et pointe Mahaut.
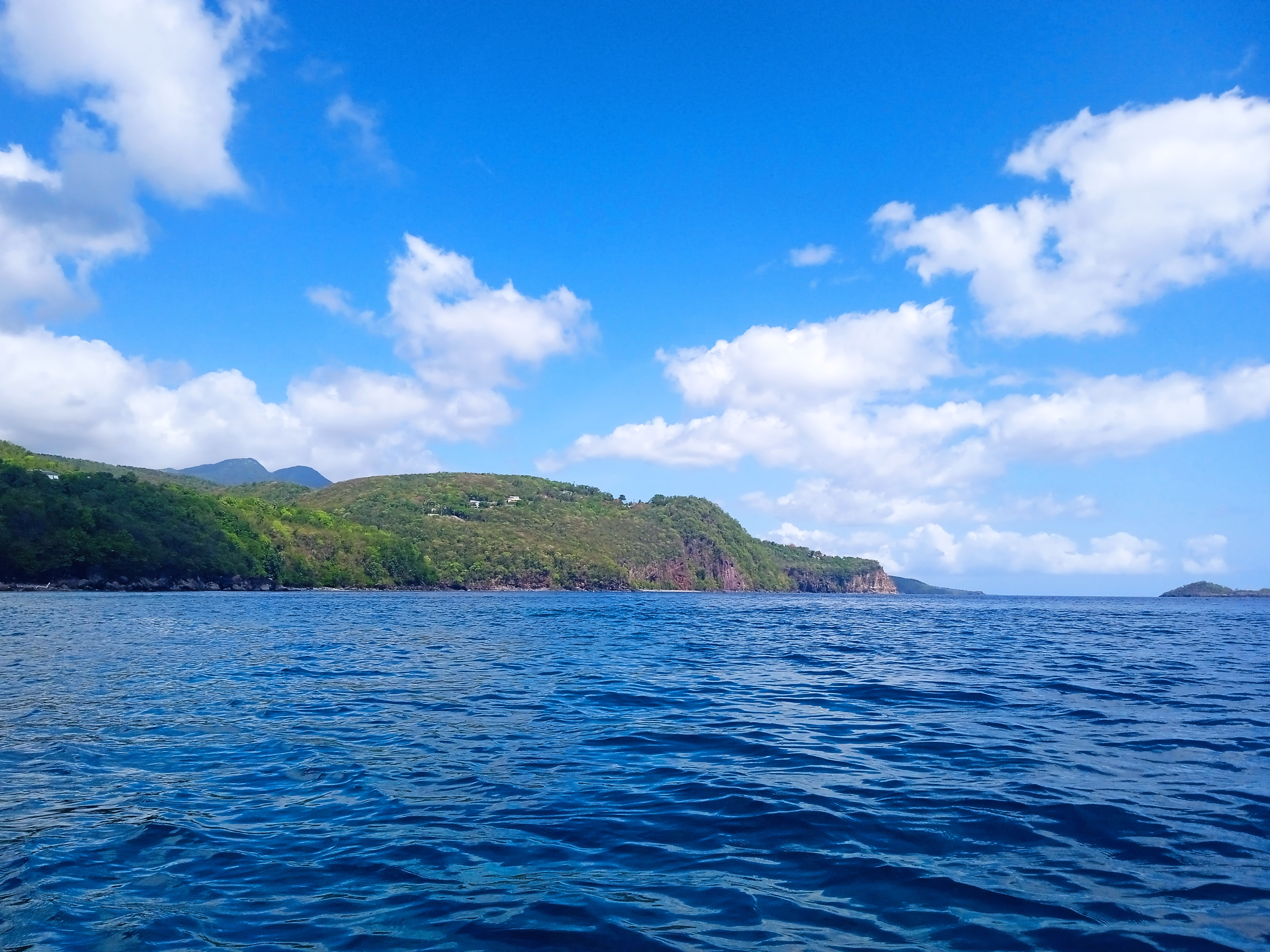
Pointe Mahaut.
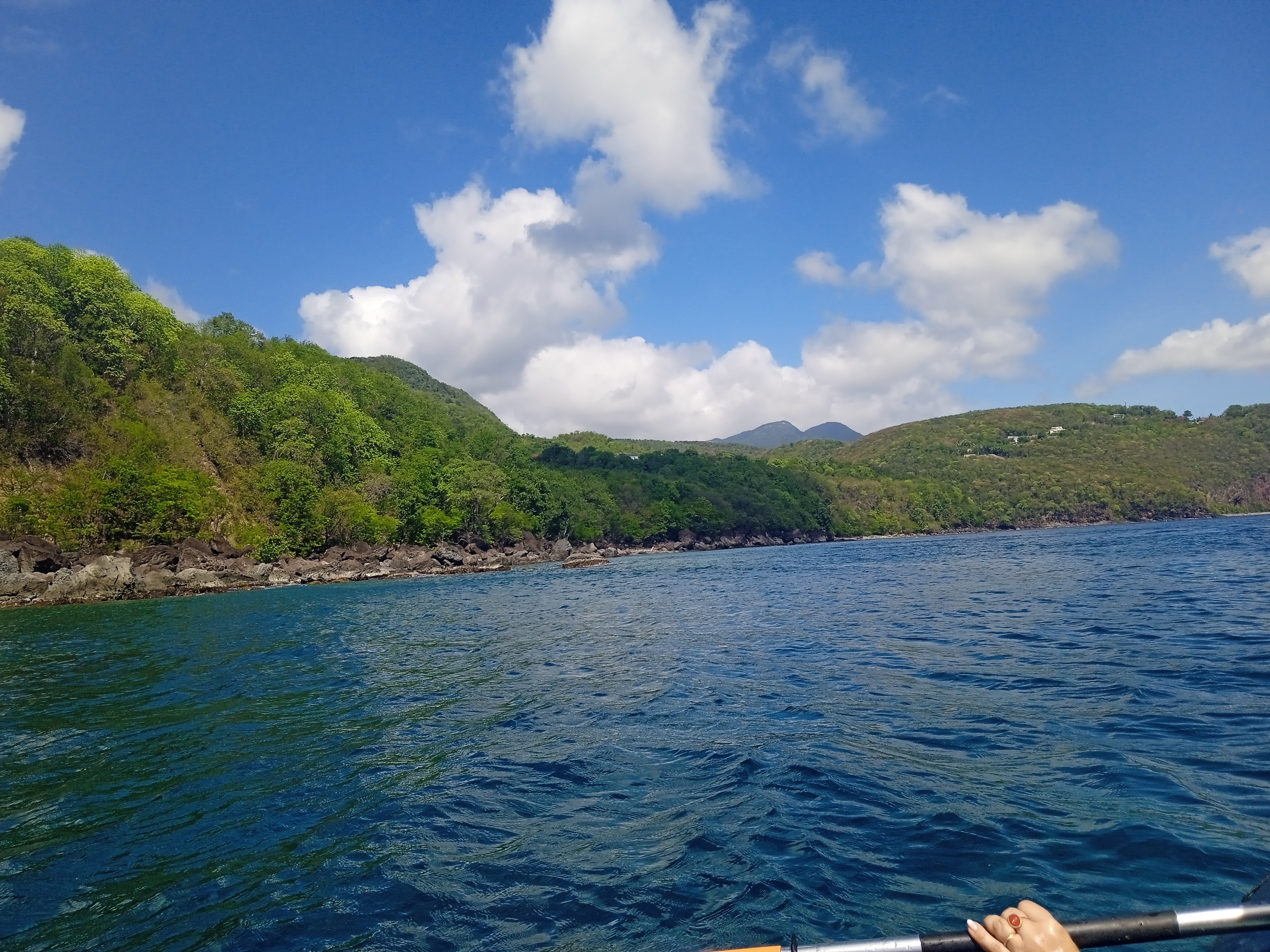
Anse Mahaut.